# Zethesides serangodes
Zethesides serangodes är en fjärilsart som beskrevs av Pierre E.L. Viette 1956. Zethesides serangodes ingår i släktet Zethesides och familjen nattflyn. Inga underarter finns listade i Catalogue of Life.